# Alois Riegl

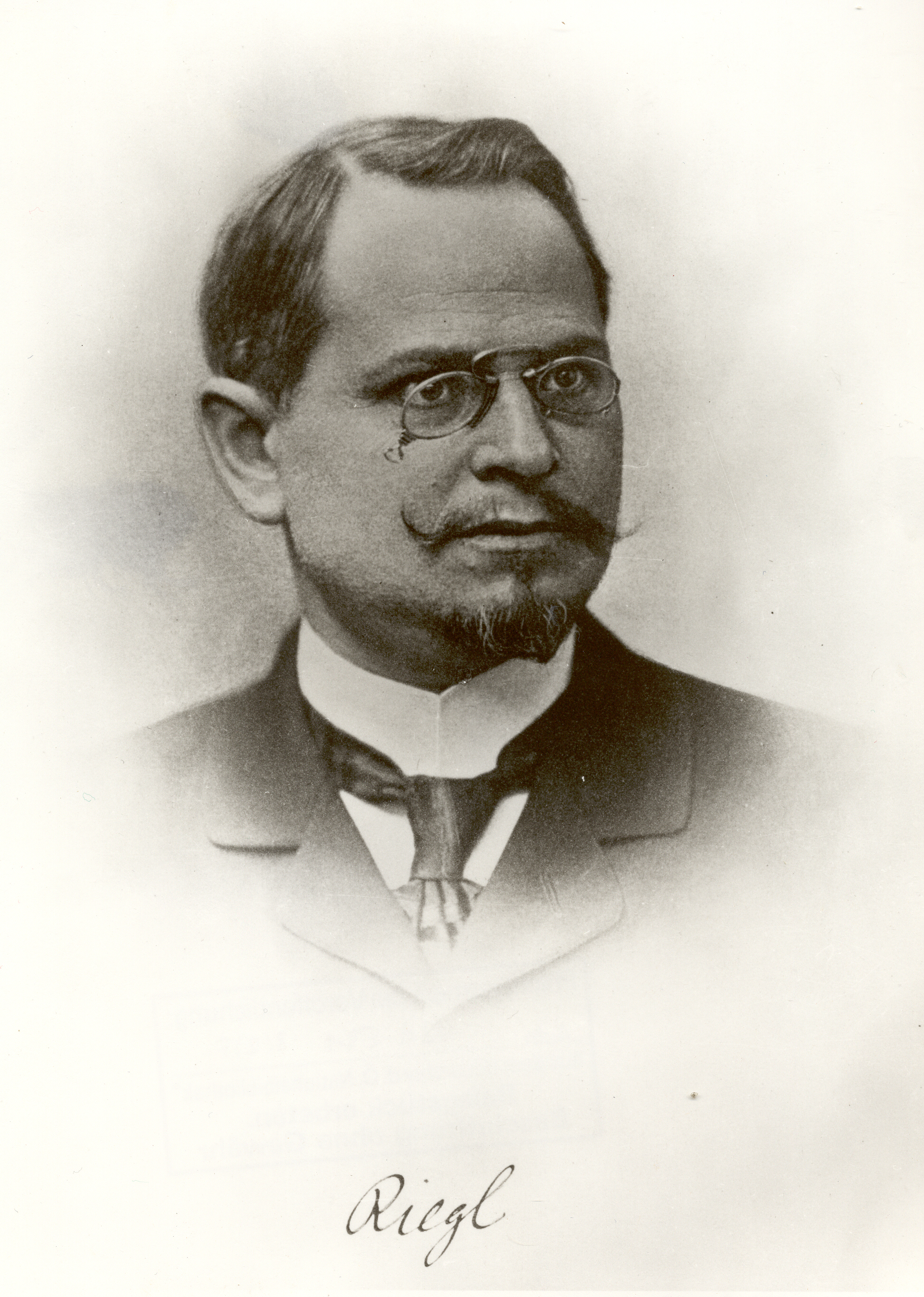
Alois Riegl, ca. 1890

Alois Riegl (Linz, 14 januari 1858 – Wenen, 17 juni 1905) was een Oostenrijks kunsthistoricus die behoorde tot de Wiener Schule der Kunstgeschichte. Hij was een van de toonaangevende figuren in de ontwikkeling van de kunstgeschiedenis naar een volwaardige academische discipline, en een van de invloedrijkste verdedigers van het formalisme. Zijn bekendste Nederlandse leerling, die in Wenen zijn colleges volgde, was Willem Vogelsang.
In  een belangrijk  boek,  Der moderne Denkmalkultus, sein Wesen, seine Entstehung, stelde de Weense kunsthistoricus Aloïs Riegl een classificatie voor van de waarden die een maatschappij op de objecten die haar  omringen  projecteert. Hij benadrukte dat ‘de restaurateur wordt geconfronteerd met diverse historische en actuele waarden waarmee het monument beladen is’. Het werk van Aloïs Riegl blijft een essentiële bijdrage aan  de theorie van de conservatie en restauratie van het erfgoed en dit in een perspectief van de humane wetenschappen.

## Publicaties
- Die ägyptischen Textilfunde im Österr. Museum (Wenen, 1889).
- Altorientalische Teppiche (Leipzig, 1891).
- Stilfragen (Berlijn, 1893). Tr. E. Kain, Problems of style (Princeton, 1992).
- Volkskunst, Hausfleiß, und Hausindustrie (Berlijn, 1894).
- Ein orientalischer Teppich vom Jahre 1202 (Berlijn, 1895).
- Die spätrömische Kunstindustrie nach den Funden in Österreich-Ungarn (Wenen, 1901). Tr. R. Winkes, Late Roman art industry (Rome, 1985).
- "Das holländische Gruppenporträt," Jahrbuch des allerhöchsten Kaiserhauses 22 (1902), 71-278. Tr. E.M. Kain and D. Britt, The Group Portraiture of Holland (Los Angeles, 1999).
- Der moderne Denkmalkultus, sein Wesen, seine Entstehung (Wenen, 1903). Tr. K. W. Forster and D. Ghirardo, “The modern cult of monuments: its character and origin,” Oppositions 25 (1982), 20-51.
- Die Enstehung der Barockkunst in Rom: Vorlesungen aus 1901-1902, ed. A. Burda and M. Dvořàk (Wenen, 1908).
- Gesammelte Aufsätze, ed. K.M. Swoboda (Augsburg, 1929).
- Historische Grammatik der bildenden Künste, ed. K.M. Swoboda and O. Pächt (Graz, 1966). Tr. J.E. Jung, Historical grammar of the visual arts (New York, 2004).

### Monografieën
- M. Gubser, Time's visible surface: Alois Riegl and the discourse on history and temporality in fin-de-siècle Vienna (Detroit, 2006).
- M. Iversen, Alois Riegl: art history and theory (Cambridge, 1993).
- M. Olin, Forms of representation in Alois Riegl's theory of art (University Park, 1992).
- M. Podro, The critical historians of art (New Haven, 1984).
- A. Reichenberger, Riegls “Kunstwollen”: Versuch einer Neubetrachtung (Sankt Augustin, 2003)
- S. Scarrocchia, Oltre la storia dell’arte: Alois Riegl, vita e opere di un protagonisto della cultura viennese (Milan, 2006).
- G. Vasold, Alois Riegl und die Kunstgeschichte als Kulturgeschichte: Überlegungen zum Frühwerk des Wiener Gelehrten (Freiburg, 2004).
- C.S. Wood, ed., The Vienna School reader: politics and art historical method in the 1930s (New York, 2000).
- Richard Woodfield, ed., Framing formalism: Riegl's work (Amsterdam, 2001).

### Artikelen
- B. Binstock, “Postscript: Alois Riegl in the presence of ‘The Nightwatch’,” October 74 (1995), 36-44.
- P. Crowther, “More than ornament: the significance of Riegl,” Art History 17 (1994), 482-94.
- G. Dolff-Bonekämper, Gegenwartswerte. Für eine Erneuerung von Alois Riegls Denkmalwerttheorie. In: Hans-Rudolf Meier und Ingrid Scheurmann (eds.). DENKmalWERTE. Beiträge zur Theorie und Aktualität der Denkmalpflege. Georg Mörsch zum 70. Geburtstag. Deutscher Kunstverlag, Berlin, München 2010, ISBN 978-3-422-06903-9, 27-40.
- J. Elsner, “The birth of late antiquity: Riegl and Strzygowski in 1901,” Art History 25 (2002), 358-79.
- J. Elsner, “From empirical evidence to the big picture: some reflections on Riegl’s concept of Kunstwollen,” Critical Inquiry 32 (2006), 741-66.
- Michael Falser, "Denkmalpflege zwischen europäischem Gedächtnis und nationaler Erinnerung – Riegls Alterswert und Kulturtechniken der Berliner Nachwendezeit." In: Csàky, M., Großegger, E. (Eds) Jenseits von Grenzen. Transnationales , translokales Gedächtnis. Vienna 2007, 75-93.
- Michael Falser, "Zum 100. Todesjahr von Alois Riegl. Der Alterswert als Beitrag zur Konstruktion staatsnationaler Identität in der Habsburg-Monarchie um 1900 und seine Relevanz heute. In: Österreichische Zeitschrift für Kunst- und Denkmalpflege, Wien. (LIX, 2005) Heft 3/4, 298-311.
- W. Kemp, “Alois Riegl,” in H. Dilly, ed., Altmeister der Kunstgeschichte (Berlin, 1990), 37-60.
- M. Olin, “Alois Riegl: The late Roman Empire in the late Habsburg Empire,” Austrian Studies 5 (1994), 107-20.
- O. Pächt, “Alois Riegl,” Burlington Magazine 105 (1963), 190-91.
- E. Panofsky, “Der Begriff des Kunstwollens,” Zeitschrift für Ästhetik und allgemeine Kunstwissenschaft 14 (1920). Reprinted in H. Oberer and E. Verheyen, eds., Aufsätze zu Grundfragen der Kunstwissenschaft (Berlin, 1974). Tr. K.J. Northcott and J. Snyder, “The concept of artistic volition,” Critical Inquiry 8 (1981), 17-33.
- M. Rampley, “Spectatorship and the historicity of art: re-reading Alois Riegl’s Historical grammar of the fine arts,” Word and Image 12 (1996), 209-17.
- W. Sauerländer, “Alois Riegl und die Enstehung der autonomen Kunstgeschichte am Fin-de-Siècle,” in R. Bauer et al., eds., Fin-de-Siècle: zu Literatur und Kunst der Jahrhundertwende (Frankfurt, 1977), 125-39.
- Céline Trautmann-Waller: Alois Riegl (1858-1905). In: Michel Espagne and Bénédicte Savoy (eds.). Dictionnaire des historiens d'art allemands. CNRS Editions, Paris 2010, ISBN 978-2-271-06714-2, p. 217-228; 405.
- H. Zerner, “Alois Riegl: art, value, and historicism,” Daedalus 105 (1976), 177-88.